# 세종캠퍼스고등학교
세종캠퍼스고등학교는 세종특별자치시에 있는 공립 고등학교이다.

## 학교 연혁
- 2025년 3월 1일 : 개교